# Xfig
Xfig est un logiciel libre de dessin vectoriel tournant sur X Window System sur la plupart des systèmes d'exploitation basés sur Unix.

## Fonctionnalités
- Création de formes géométriques SVG standard : 
  - Ellipses (dont cercles), fermés ou ouverts
  - Rectangles (dont carrés) à bords droits ou arrondis.
  - arc de cercle.
  - Polygones quelconques
  - Courbes à interpolation polynomiale.
- Transformations affines
- Groupement hiérarchique d'objets et de groupes.
- Bibliothèque d'objet
- Possibilité de tri par superposition (utilisation de la profondeur).
- Le clonage de forme avec modification selon différents paramètres et une hiérarchisation des modifications.
- Import de fichiers bitmap et vectoriels de différents formats.
- Exports possibles
  - bitmap en PNG (avec canal alpha).
  - PostScript  (et Encapsulated Postscript)
  - JPEG
  - GIF
  - TIFF
  - LaTeX
  - XBM
  - XPM
  - PPM
- Texte international (Unicode), avec alignement horizontal.

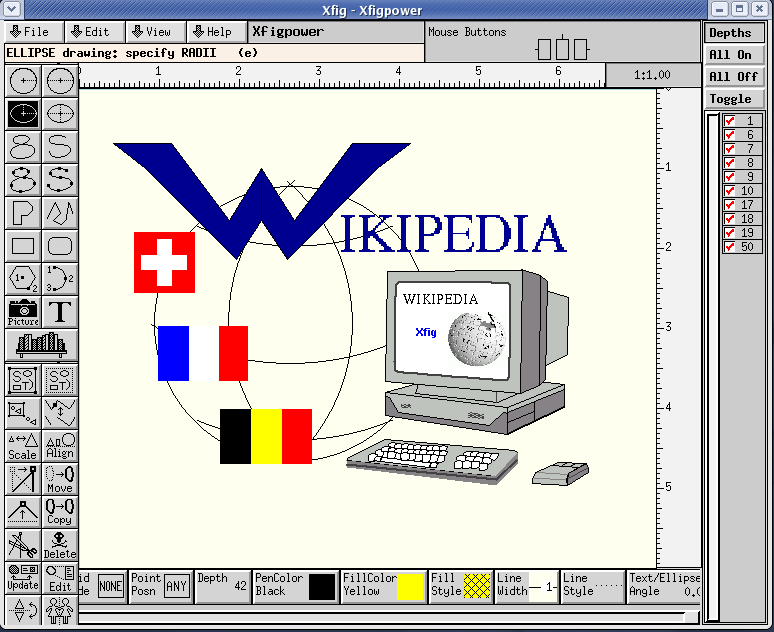
capture d'écran